# Église Notre-Dame de Brécy
L'église Notre-Dame de Brécy aussi appelée église Sainte-Anne de Brécy ou ancienne église de Brécy, qui date des XIIIe et XIVe siècles, est située à Saint-Gabriel-Brécy, dans le Calvados, en France . Propriété privée, elle n'est plus utilisée pour les offices religieux de la paroisse depuis la Révolution française .

## Localisation
L'église est située dans le département français du Calvados, sur la commune de Saint-Gabriel-Brécy. Elle est attenante au château de Brécy.

## Historique
L'église date du XIIIe-XIVe. Elle est sous l'invocation de Notre-Dame mais est aussi dénommée chapelle Sainte-Anne comme une de ses deux anciennes chapelles et comme la fontaine voisine convertie en lavoir puis en bassin à poissons rouges.
Son histoire, mal connue avant le XVIIe siècle, est intimement liée à celle de la propriété attenante.
Jacques Le Bas, constructeur du portail monumental et des jardins du château de Brécy, fait aménager une porte qui lui donne un accès privilégié à l'église. Un autre Jacques Le Bas est curé de cette église de 1662 à 1717,. Le dernier curé de Brécy prend sa charge en 1751 jusqu'à la date de fermeture des registres en 1792. La paroisse de Brécy disparaît après la Révolution. Elle devient une annexe de Saint-Gabriel par le concordat de 1802, et l'église est vidée de son mobilier en 1811,. En 1821 il pleut dans l'église. Le toit de la tour s'écroule en 1886 et celui de la nef quelques années plus tard. L'église est jugée « sans intérêt et peu ancienne » d'après A. de Caumont, et vue comme une ruine pittoresque ,. L'actrice Rachel Boyer, propriétaire du Château depuis 1912, achète l'église et en fait réparer la toiture. Le bâtiment est alors débarrassé des arbustes et du lierre qui s'étaient infiltrés dans les murs et les pavages. Lors du débarquement allié en 1944 le village est épargné par les bombardements. Mais quand Jacques de Lacretelle et son épouse rachètent la propriété en 1955 le bâtiment est délaissé depuis trop longtemps et nécessite des réparations. L'académicien, puis Didier Wirth, le nouveau propriétaire depuis 1992, font les travaux nécessaires pour la restauration de l'édifice.
L'édifice est classé au titre des monuments historiques le 25 avril 1929.

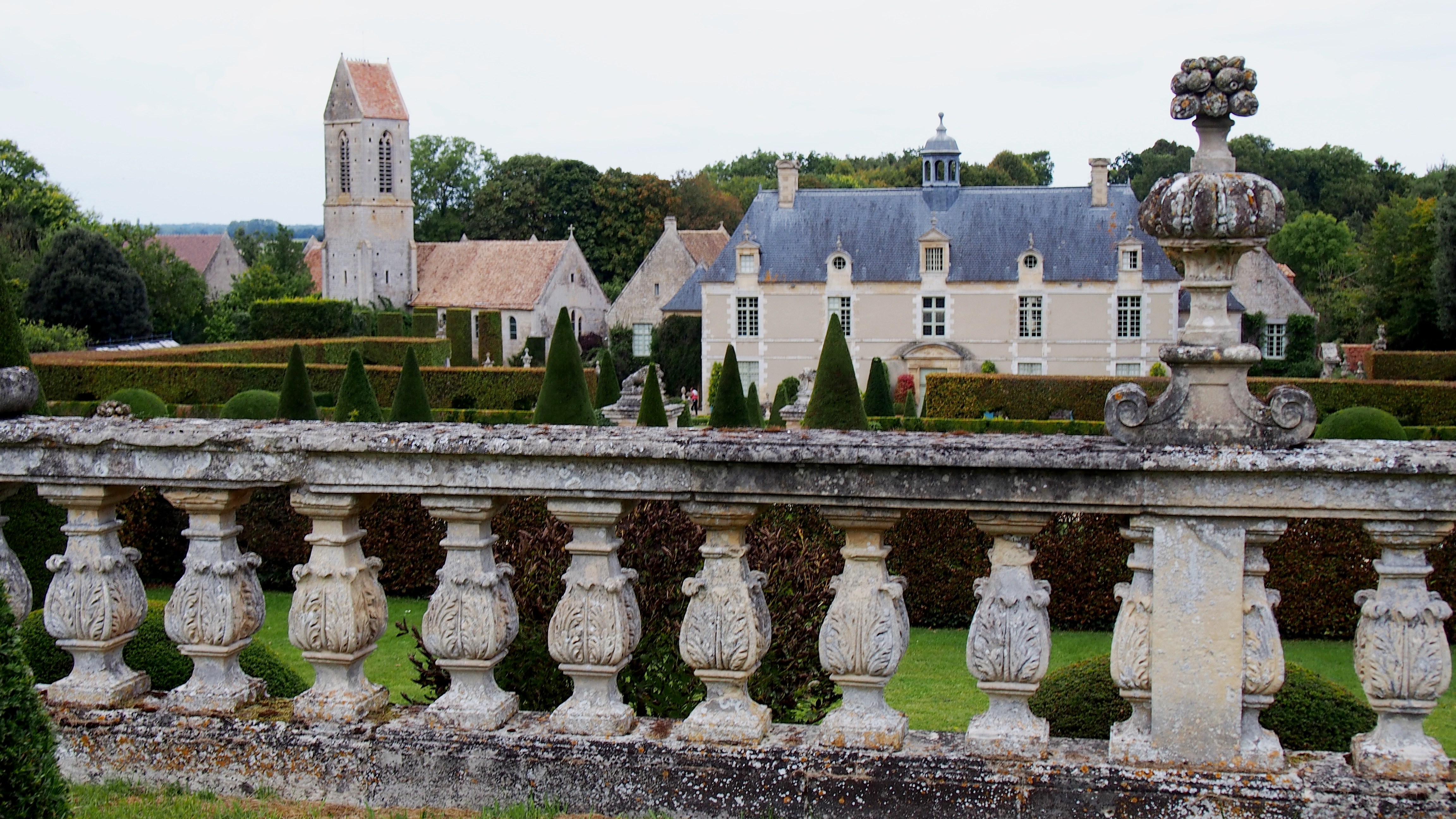
L'église vue du haut des jardins.
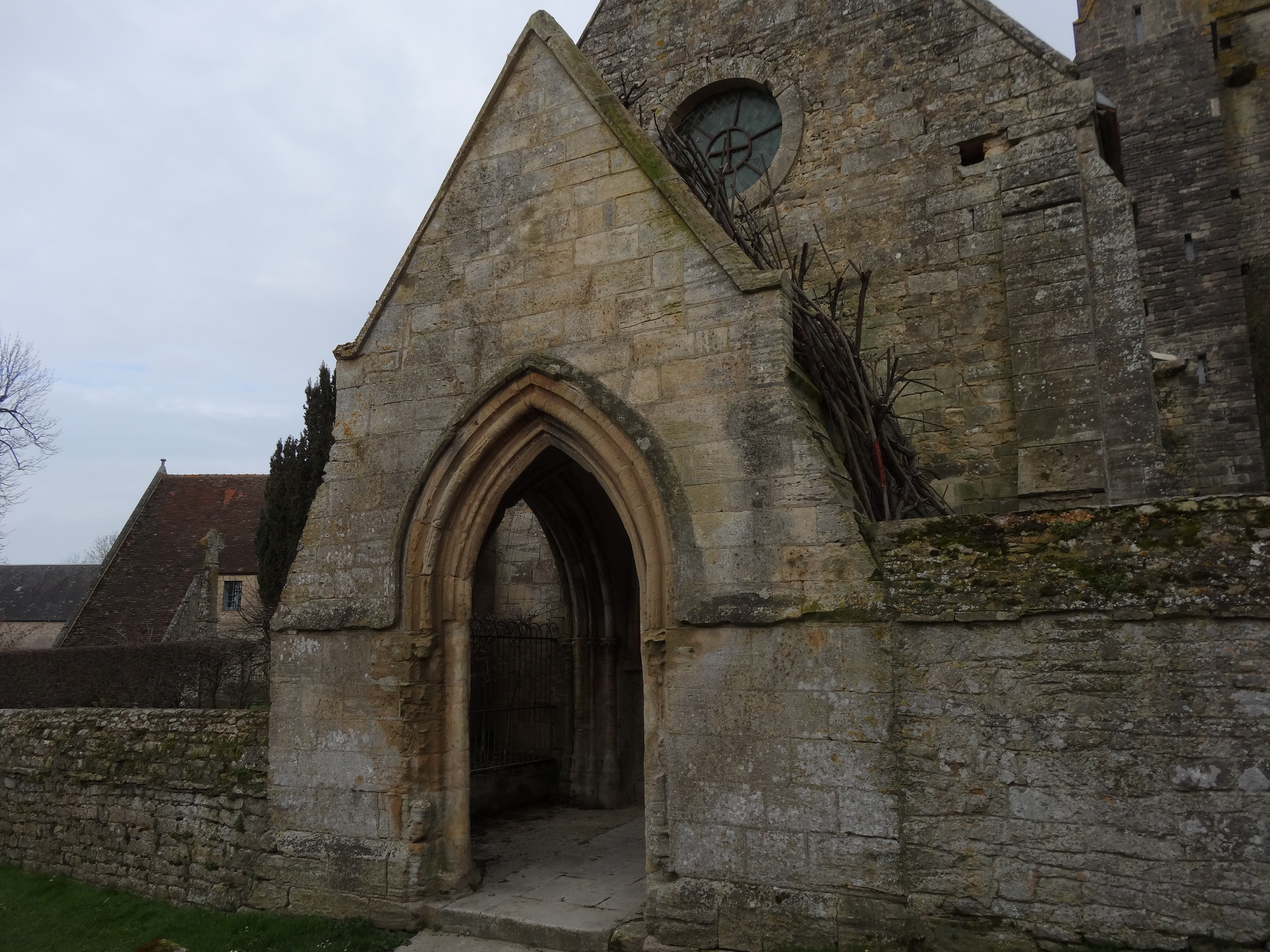
Porche de l'église
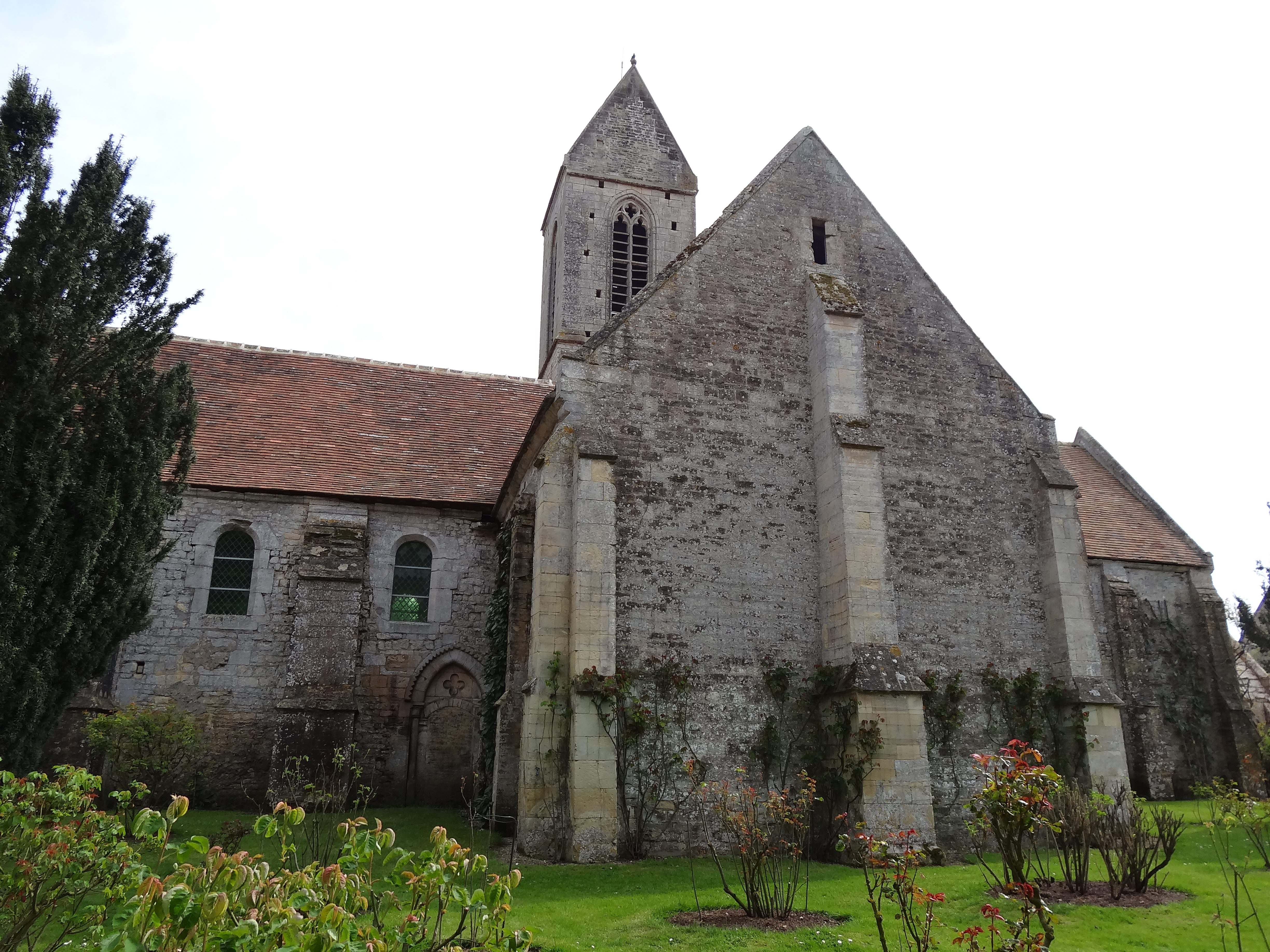
Vue du nord

## Description
Épaulée par des contreforts, l'église est orientée vers le nord-est. Le porche en pierre qui protège l'entrée est percé par trois ouvertures en arc brisé. Les deux travées de la nef, couvertes d'une simple charpente, sont éclairées par les fenêtres plein-cintre des murs gouttereaux et par l'oculus du pignon au-dessus du porche.
À La croisée du faux transept  une plate-tombe du XVIIIe siècle recouvre la sépulture de Simon-Pierre Le Vaillant, seigneur de Brécy. Côté nord-ouest le bras du faux-transept, ancienne chapelle Sainte-Anne, abrite le tombeau des Lacretelle. Côté sud-est, l'ancienne chapelle de la Vierge où se trouvaient encore au XXe siècle les tombes de plusieurs membres de la famille Le Bas, seigneurs de Brécy, est située sous la tour . Cette chapelle est couverte d'une voûte dont la clef représente un ange qui porte un écusson orné d'une fleur de lys.

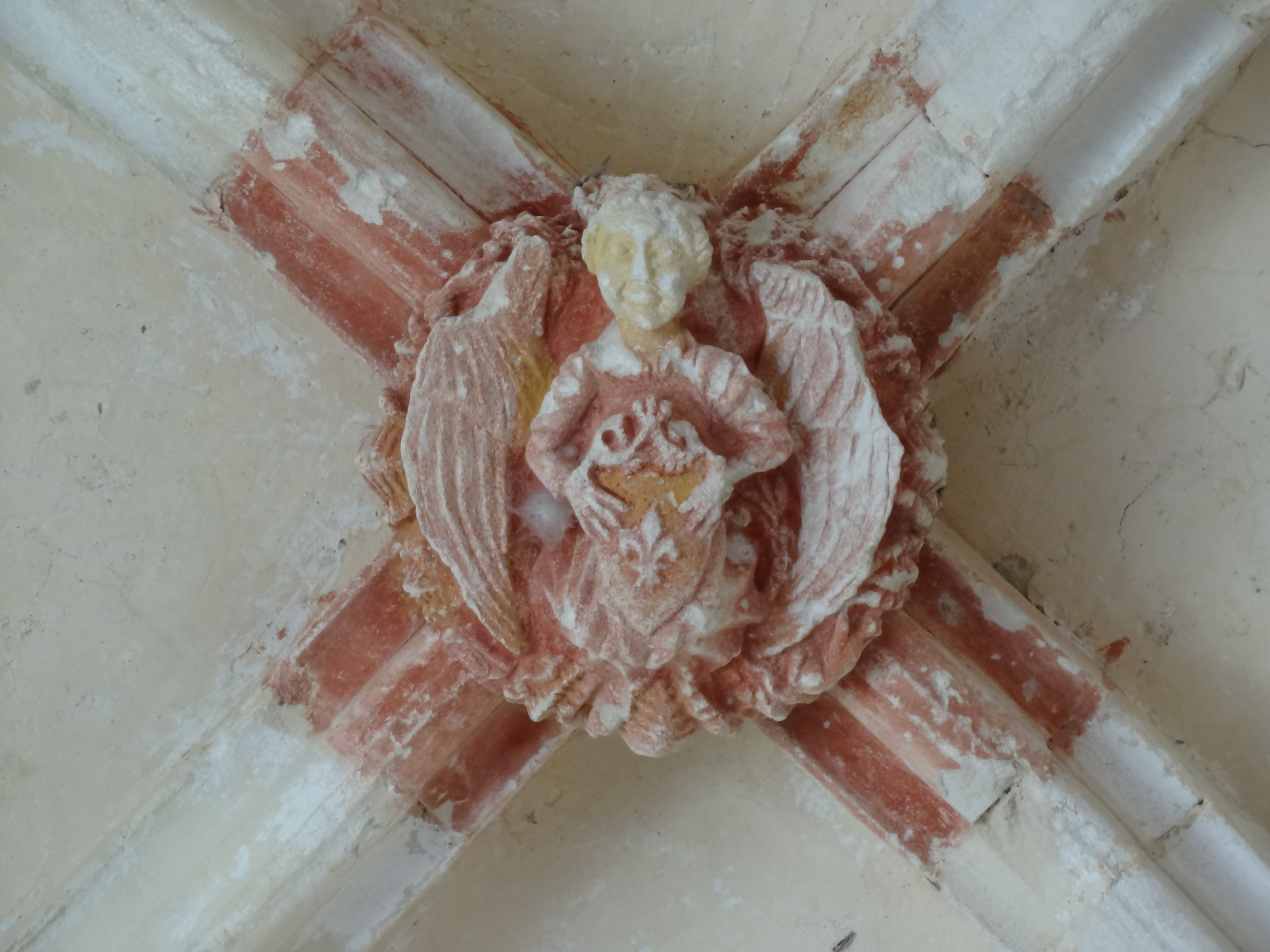
Clef de voûte du rez-de-chaussée de la tour
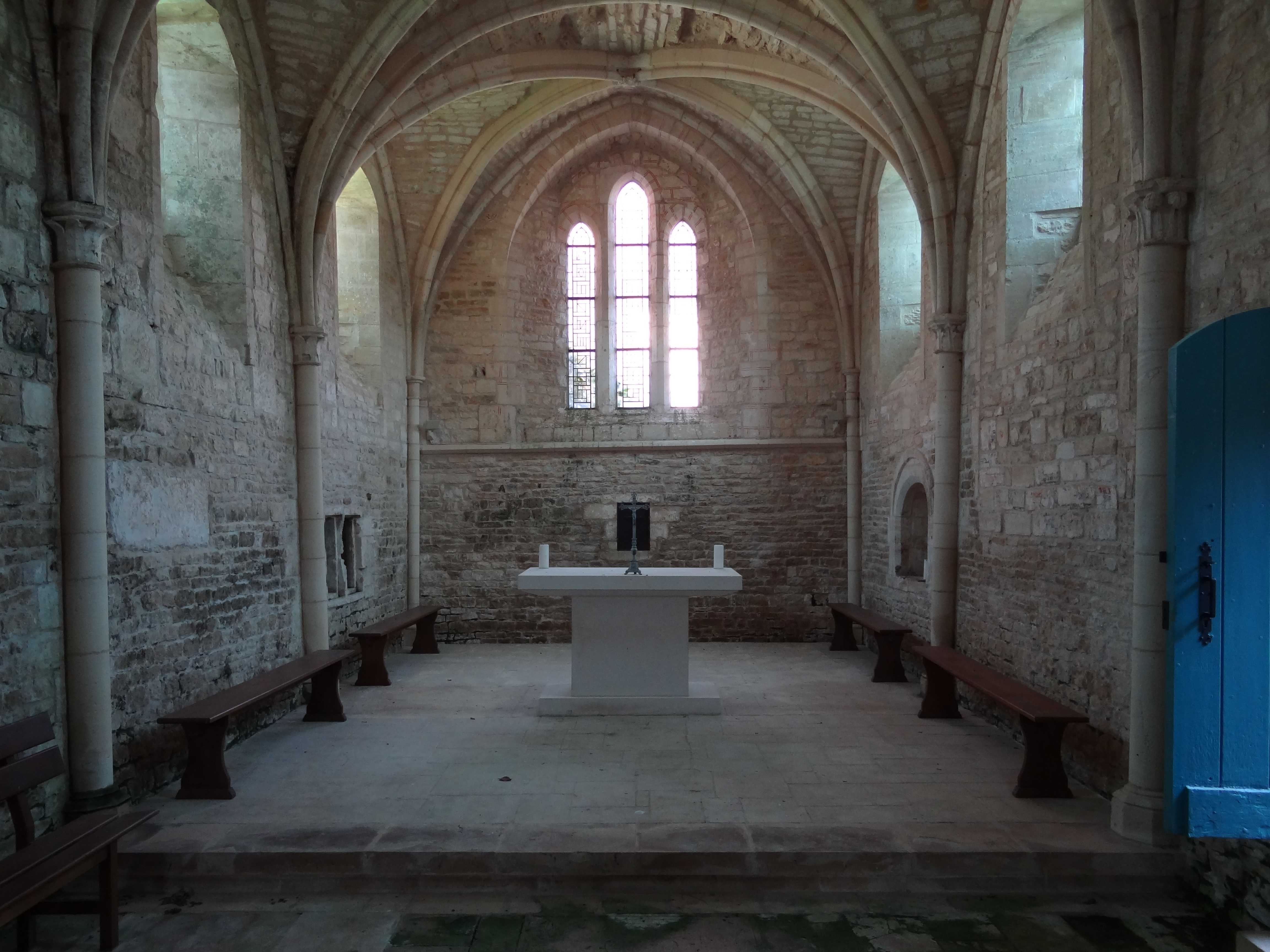
Le chœur
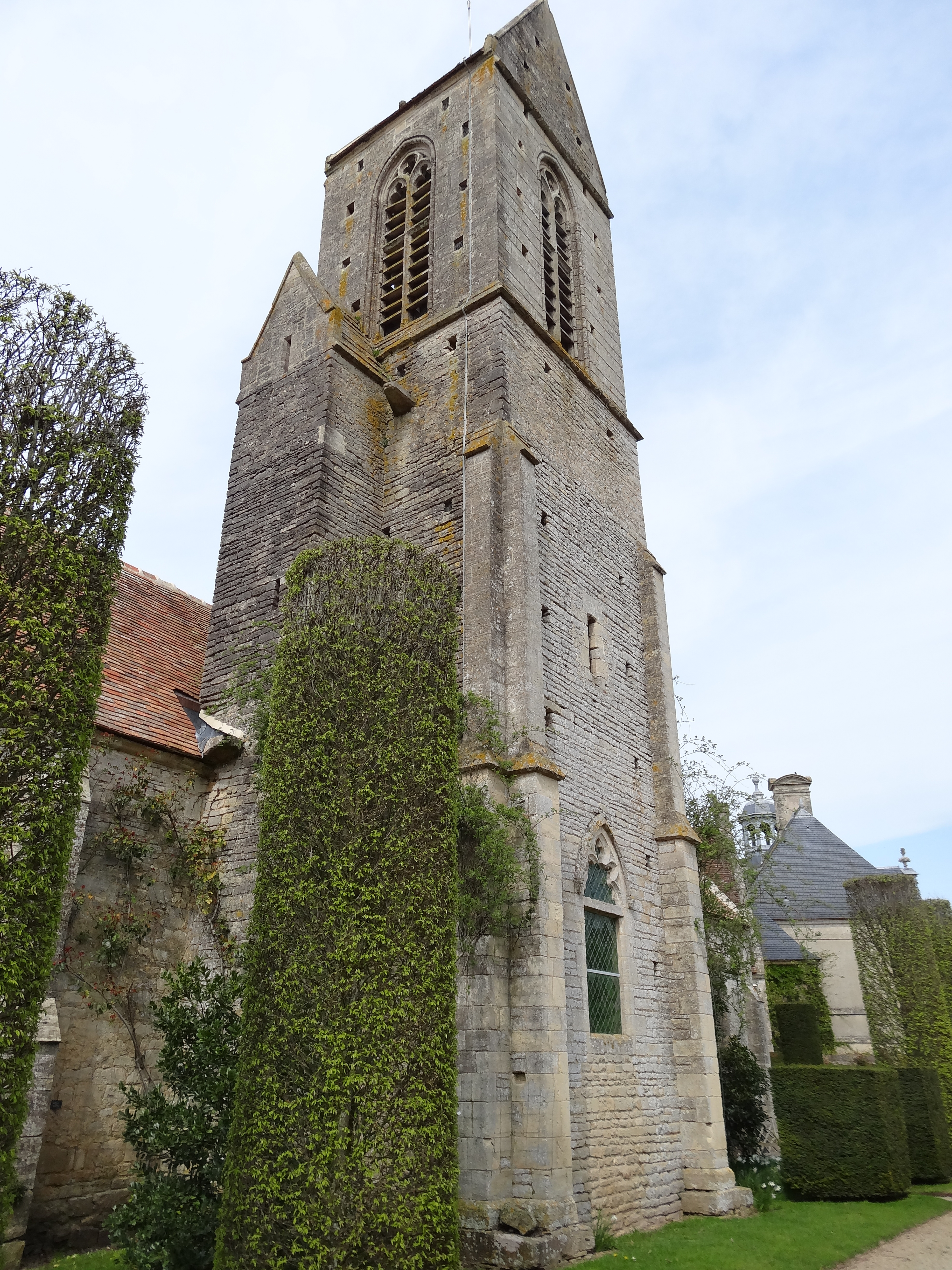
La tour

Le chœur comprend trois travées aux fenêtres plein-cintre. Le mur plat du chevet est percé d'un triplet d'étroites et hautes fenêtres. Une petite porte bouchée décorée d'un quadrilobe et couronnée d'un rouleau d'archivolte à dents de scie n'est visible que de l'extérieur dans le mur nord. A l'intérieur la voûte plein-cintre est soutenue par des croisées d'ogives qui reposent sur de fines colonnes. Les « superbes lambris » ont disparu. L'autel aux colonnes torses admiré par les visiteurs du XIXe siècle a été cédé au château de Vaussieux.
La tour est flanquée d'une tourelle d'escalier. Le rez-de-chaussée est éclairé par une fenêtre en arc-brisé décorée d'un quadrilobe et de plusieurs redents. le logement des cloches est au troisième niveau, éclairé par quatre hautes fenêtres en arc-brisé. Il est coiffé d'un toit en bâtière dont les lucarnes ont disparu